# David B. Samadi
David B. Samadi est le premier chirurgien aux États-Unis à avoir effectué une intervention de chirurgie robotique assistée sur la prostate. Il a effectué plus de 5,200 chirurgies laparoscopiques utilisant le da Vinci sur des patients atteints de cancers de la prostate, de la vessie et du rein.

## Biographie
En 1979, à l'âge de 16 ans, Samadi et son jeune frère quittent l'Iran à la suite du renversement du gouvernement du Shah.  Grâce à la bonté d'amis et de personnes de la communauté Juive Iranienne de Belgique et de Londres, Samadi se rend à New York. Avec une complète bourse d'études, il obtient son diplôme en science biochimique.  Après plusieurs séjours professionnels et bourses d'études aux États-Unis et en France, Samadi devient l'un des quelques chirurgiens  aux États-Unis à être qualifiés dans les trois types primaires de chirurgie urologique - ouverte, laparoscopique et robotique. Après avoir tenu la position de chef de la Division Robotique et de la Chirurgie Mini Invasive à l'École de Médecine au Mount Sinaï à New York City entre 2007 et 2013, il est désormais Président de l'Urologie, Chef de la Chirurgie Robotique à l'Hôpital Lenox Hill Professeur d'Urologie à l'École de Médecine Hofstra North Shore-LIJ à New York City.

## Signification de l'oncologie robotique
Autres les avantages tels que des cicatrices post-opératoire minimales, souvent une sortie de l'hôpital dès le même jour ou le jour suivant, des taux de récupération plus rapides, la prostatectomie robotique offre à certains patients les avantages supplémentaires : 
- Les patients soumis à la prostatectomie robotique ont plus de chance de garder le contrôle des fonctions sexuelles, intestinales et vésicales.
- Pour certains patients (tels que les Témoins de Jéhovah) dont la doctrine interdit des procédures chirurgicales comportant des transfusions sanguines), l'oncologie robotique peut être une option chirurgicale "sans sang" grâce aux très petites incisions qui remplacent les ouvertures plus importantes typiquement impliquées dans une prostatectomie traditionnelle ; les petites incisions ont pour conséquence une perte de sang insignifiante n'allant pas à l'encontre de la doctrine du sang d'un patient.
- Une réduction signifiante du besoin de médicament anti-douleurs post-opératoire.

## Publications
- "Organ-confined prostate cancer and the emergence of robotic prostatectomy : What primary care physicians and geriatricians need to know". David B. Samadi, MD, John R. Carlucci, MD, Fatima Nabizada-Pace, MPH. Geriatrics Digital Edition, February 2008.
- A percutaneous subcostal approach for intercostal stones. Chughtai B, Rehman J, Schulsinger D, Adler H, Khan SA, Samadi D., Journal of endourology, 2008 PMID 18298314
- Increasing body mass index negatively impacts outcomes following robotic radical prostatectomy. Herman MP, Raman JD, Dong S, Samadi D, Scherr DS., Journal of the Society of Laparoendoscopic Surgeons, 2007 PMID 18246641
- Robotic radical prostatectomy: operative technique, outcomes, and learning curve. Raman JD, Dong S, Levinson A, Samadi D, Scherr DS., Journal of the Society of Laparoendoscopic Surgeons, 2007 PMID 17651548
- A pilot study on acupuncture for lower urinary tract symptoms related to chronic prostatitis/chronic pelvic pain. Capodice JL, Jin Z, Bemis DL, Samadi D, Stone BA, Kapan S, Katz AE., Chinese Medicine, 2007 PMID 17284322
- From proficiency to expert, when does the learning curve for robotic-assisted prostatectomies plateau? The Columbia University experience. Samadi D, Levinson A, Hakimi A, Shabsigh R, Benson MC., World journal of urology, 2007 PMID 17284322
- High body mass index in muscular patients and flank position are risk factors for rhabdomyolysis: case report after laparoscopic live-donor nephrectomy. Rehman J, Boglia J, Chughtai B, Sukkarieh T, Khan SA, Lewis R, Darras F, Wadhwa NK, Samadi DB, Waltzer WC., Journal of endourology, 2006 PMID 17284322
- Smooth-muscle regeneration after electrosurgical endopyelotomy in a porcine model as confirmed by electron microscopy. Rehman J, Ragab MM, Venkatesh R, Sundaram CP, Khan SA, Sukkarieh T, Samadi D, Chughtai B, White F, Bostwick D, Waltzer W., Journal of endourology, 2004 PMID 15801366
- Laparoscopic radical prostatectomy: published series. Hoznek A, Samadi DB, Salomon L, De La Taille A, Olsson LE, Abbou CC., Current urology reports, 2002 PMID 18721047
- Robotic assisted kidney transplantation: an initial experience. Hoznek A, Zaki SK, Samadi DB, Salomon L, Lobontiu A, Lang P, Abbou CC., The Journal of urology, 2002 PMID 11912372
- Laparoscopic radical prostatectomy: published series. Hoznek A, Samadi DB, Salomon L, De La Taille A, Olsson LE, Abbou CC. Curr Urol Rep. 2002 PMID 12084208